# Ovalen

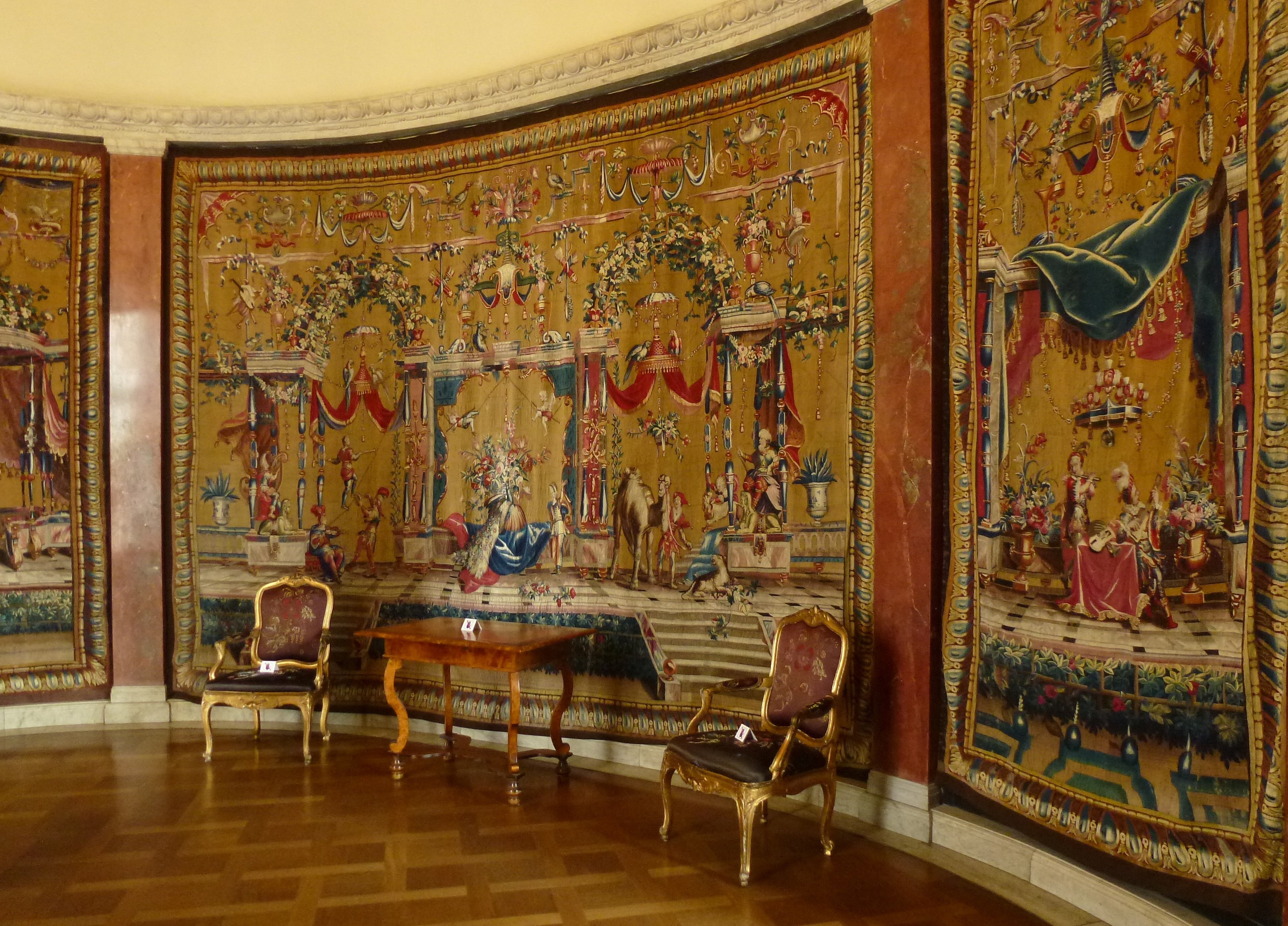
Ovalen med Thureholmstapeterna.

Ovalen är en liten sal i Stockholms stadshus. "Ovalen" ligger i Södra längan.

## Beskrivning

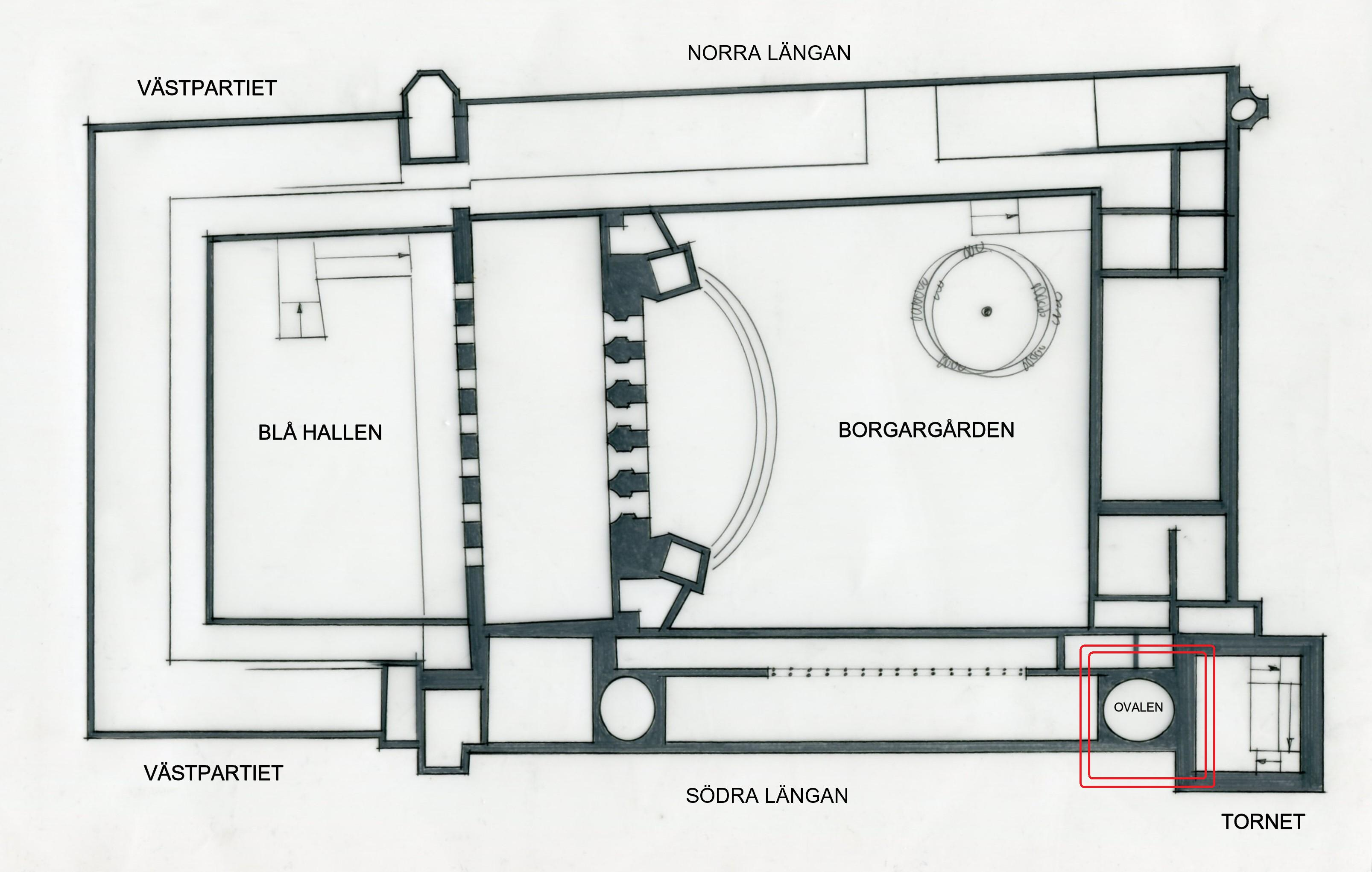
Orienteringsplan.

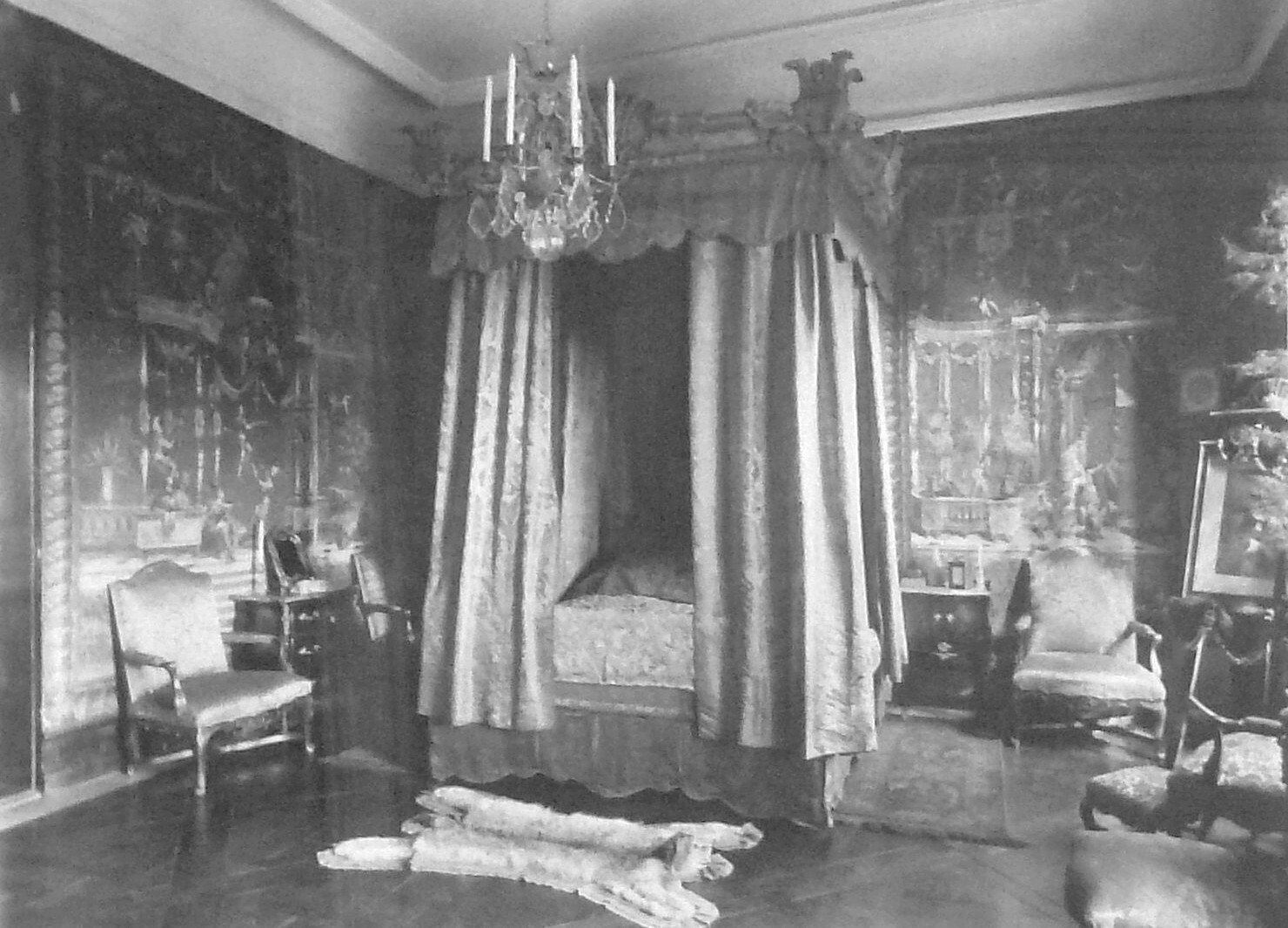
Gobelängrummet i Thureholms slott med textiler innan de flyttades till "Ovalen".

Ovalen kallas det ovala rummet i östra anslutning till Prinsens galleri. Det lilla rummet inleder statvåningens rumssvit mot öst och används idag för borgerliga vigslar. 
Inredningen domineras av praktfulla vävnader som redan 1914 hade förvärvats av Stadshusnämnden. Det rör sig om fem gobelänger som tidigare hade hängt i Thureholms slott och som var vävda 1690 i Beauvais. De hade tillhört greve Carl Piper som köpte dem genom förmedling av Nicodemus Tessin d.y.
Vävnaderna visar motiv med fantasier av olika exotiska djur, blomsterslingor och dansande människor. Stolarna är i 1700-talsstil och deras klädsel upprepar gobelängernas färgskala. Golvets mitt i "Ovalen" smyckas av en fransk lilja.